# 그린슈머
그린 컨슈머(green consumer)의 축약 합성어인 그린슈머(greensumer) 또는 녹색소비자는 친환경 제품이나 유기농 제품 따위를 선호하는 소비자를 말한다.

## 이슈
최근에는 친환경(親環境)뿐이라는 용어뿐만아니라 필(必)환경이라는 보다 강한 개념도 사용되고있다.

## 같이 보기
- 그린카